# Panacota

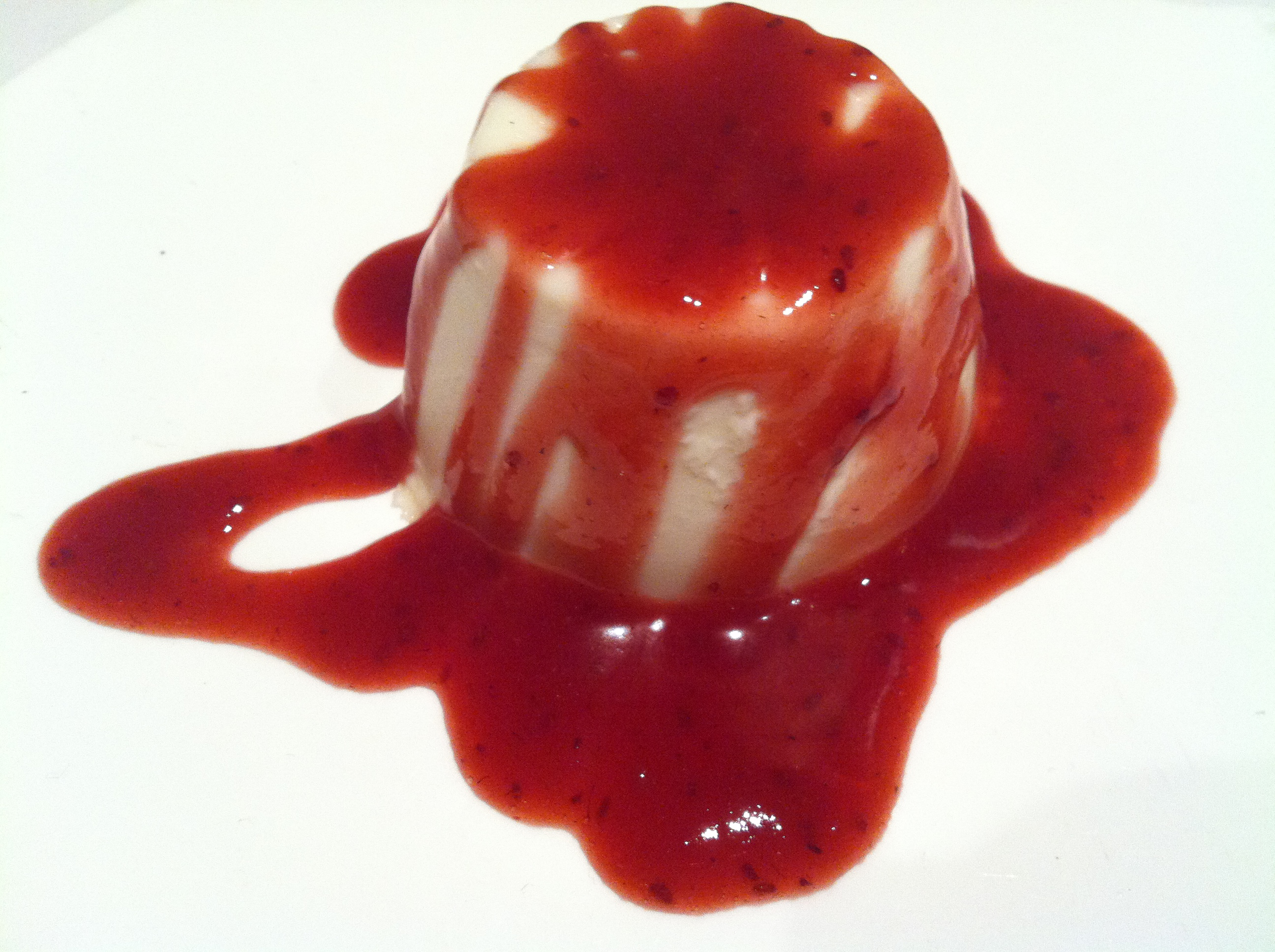
Panacota.

La panacota (de l'italià panna cotta, literalment "nata cuita") són unes postres típiques de la regió italiana del Piemont. S'elabora amb nata, llet, sucre, vainilla i gelificants, i se sol adornar amb melmelades de fruites vermelles.

## Elaboració
Es tracta d'unes postres de senzilla elaboració. Cal posar al foc mig litre de nata amb quatre cullerades de sucre i una beina de vainilla i fer una infusió perquè prengui gust, és a dir, porteu-la a ebullició i deixeu-la reposar una mica. Mentrestant, haureu posat a remullar en aigua freda quatre fulles de gelatina que, quan s'estovin, escorrereu amb la punta dels dits i afegireu a la nata calenta ja sense la vainilla. Mescleu bé, repartiu en quatre recipients i guardeu-la a la nevera durant almenys quatre hores i fins al moment de menjar-la.
Se sol servir coberta de salsa de fruites vermelles. Per a fer-la, preneu un quart de quilo de maduixes -o una altra fruita del vostre gust- i dues cullerades de sucre, podeu afegir un rajolí d'aigua també, coeu-la cinc minuts en un cassó i bateu-la amb la batedora. Es pot guardar a la nevera durant uns quants dies.

## Variants
La vainilla es pot substituir per quatre cullerades d'aroma de vainilla. Si poseu quatre fulles de gelatina la textura que obtindreu serà semblant a la d'un flam, però algunes persones prefereixen que sigui més semblant a la d'un iogurt, aleshores cal posar-ne tres únicament. La quantitat de sucre es pot adaptar al gust de personal de cadascú. La recepta tradicional és amb nata, però hi ha gent que substitueix la meitat de la nata per llet, per a obtenir una recepta amb menys greixos.
També es poden fer variants més originals. Per exemple Juan Maria Arzak fa una panacota de coco substituint la nata per llet de coco, i l'acompanya amb salsa de mango. Altres gustos que se li poden donar són cafè (amb una mica de cafè soluble), xocolata, mel, etc.